# Uri Avnery
Uri Avnery —nacido con el nombre de Helmut Ostermann— (Beckum, 10 de septiembre de 1923-Tel Aviv, 20 de agosto de 2018) fue un periodista, escritor y activista por la paz israelí. Formó parte del Parlamento israelí (Knéset) durante tres periodos legislativos (1965-1969, 1969-1973, 1979-1981), con un total de diez años como diputado. Trabajó desde la creación del Estado de Israel por la paz entre Israel y Palestina, la creación de dos Estados y el fin de la situación de Cisjordania. Murió a los 94 años y escribió hasta sus últimos días reclamando la paz en el conflicto palestino-israelí.

## Biografía
Nacido en una familia de clase media en Westfalia (Alemania), ante la llegada de los nazis al poder en Alemania en 1933 emigraron a la tierra de Israel. Allí emprendieron una nueva vida, desde la pobreza. Avnery incluso no pudo concluir la educación primaria. De 1938 a 1942 fue miembro de la organización sionista Irgún.
En la guerra árabe-israelí de 1948 fue herido gravemente. De 1950 a 1990 fue jefe editor de la revista de noticias Haolam Haseh. En 1993 fue miembro fundador de Gush Shalom (Bloque Israelí por la Paz).
Como fuerte representante del laicismo, que separa el Estado de la religión, se opuso a la influencia del judaísmo ortodoxo en la política israelí y propuso un "Israel sin sionismo", para liberar al Estado de la carga histórica que complica el proceso de pacificación.
En 2001 recibió junto a su esposa Rachel Avnery y la fundación que ambos fundaron, Gush Shalom, el The Right Livelihood Award.
El 13 de septiembre de 2003 se ofreció como escudo humano en la zona palestina de la sede de la presidencia en Ramallah. Junto con otros 30 activistas por la paz, entre ellos los miembros del Knéset Issam Mahoul y Ahamad Tibi, así como el anciano activista del Meretz Latif Dori y el historiador Teddy Katz, para (según su versión) “evitar las intenciones del Primer Ministro Ariel Sharón de asesinar, con soldados bajo su mando, a Yasir Arafat”.
Murió el 20 de agosto de 2018, a los 94 años.

## Apoyo a Palestina
Los críticos le reprocharon a Avnery que, con esta acción y muchas declaraciones en entrevistas y a la prensa, apoyaba la política de Arafat: “El movimiento pacifista del lado palestino es dirigido por Yasir Arafat. Él es el movimiento pacifista” declaró Avnery en una entrevista para la revista Konkret en la edición del 6 de junio de 2002 (Revista 6, pág. 3). Probablemente Avnery quiso decir que Arafat poseía una enorme popularidad entre los palestinos, de modo que Israel no podía evitar a Arafat en las discusiones por la paz.
En la misma entrevista Avnery respondió a la pregunta sobre la muerte de los llamados colaboradores en las zonas palestinas:
“Naturalmente hubo asesinatos de los colaboradores, estos son traidores. [....] Quien entrega a sus compañeros a la ocupación enemiga, es un traidor, según las reglas de las organizaciones militares, aun en la clandestinidad, y será liquidado. [...] Yo fui terrorista cuando era joven. […] También liquidamos a colaboradores que entregaron a nuestros camaradas al régimen colonial inglés.”
En tiempos de guerra tiene lugar un entendimiento entre todos los participantes. Por ello es importante luchar por la paz:
“En los últimos 71 años de mi vida no he vivido un solo día de paz. Espero y creo que pueda vivir la paz.“ (Uri Avnery el 10 de junio en Salzburgo, Austria).
Trabajó durante desde la creación del Estado de Israel por la paz entre Israel y Palestina, la creación de dos Estados y el fin de la situación de Cisjordania. Murió a los 95 años y escribió hasta sus últimos días reclamando la paz en el conflicto palestino-israelí.

## Condecoraciones
- 21 de junio de 1995: Premio de la Paz Erich-Maria-Remarque de la ciudad de Osnabrück, Alemania.
- 1 de septiembre de 1997: Premio de la Paz de la Ciudad de Aquisgrán, Alemania (Aachener Friedenspreis) (junto con Gush Shalom).
- 1997: Bruno Kreisky Preis für Verdienste um die Menschenrechte
- 2001: Premio Nobel Alternativo.
- 4 de mayo de 2002: Premio Carl-von-Ossietzky para Historia Contemporánea y Política de la ciudad alemana de Oldenburg.
- 16 de noviembre de 2003: Premio Lew-Kopelew junto con el palestino Sari Nusseibeh.

## Publicaciones
- 1945: El Terrorismo, la enfermedad infantil de la revolución hebrea, folleto, hebreo.
- 1947: Guerra o paz en el espacio semita, folleto, hebreo.
- 1949: En los campos de los filisteos, Diario de guerra, hebreo, español, yiddish, best-seller, 12ª. Edición.
- 1950: El otro lado de la medalla, Recuerdos de guerra, hebreo (fue boicoteado debido a la descripción de hechos grausam).
- 1961: La Svástica (Cruz Gamada), Análisis del ascenso del Nacionalsocialismo en Alemania, con motivo del Proceso Eichmann, hebreo.
- 1968: Israel sin sionistas, historia del conflicto árabe-israelí, pledoyer para una Sociedad de Estados Árabe-Israelí, inglés, hebreo, alemán, francés, italiano, danés, holandés, español.
- 1969: 1 contra 119 Discursos de Uri Avnery en el Knesset, redirigidos por Amnon Zichroni, hebreo.
- 1988: Mi amigo, el enemigo, declaración personal sobre los contactos con la Organización de Liberación de Palestina, inglés, hebreo, francés, alemán, italiano. Edición alemana bajo: Dietz Verlag. Prefacio de Bruno Kreisky, 416 p., ISBN 3-8012-0130-9.
- 1991: Lenin ya no vive aquí (Lenin wohnt hier nicht mehr), Reporte de viaje político sobre la antigua Unión Soviética, República Democrática Alemana, Polonia, Hungría y Checoslovaquia, con fotos de Rachel Avnery.
- 1991: Vestimos la túnica de Nessos (Wir tragen das Nessosgewand), Israel después de la guerra del Golfo, alemán, 126 p., Dietz Verlag, Bonn, ISBN 3-930378-06-X.
- 1995: Dos pueblos, Dos estados (Zwei Völker, Zwei Staaten), alemán, Conversaciones con Uri Avnery, prefacio de Rudolf Augstein, 193 p., Palmyra Verlag, ISBN 3-930378-06-X.
- 1996: La cuestión Jerusalén (Die Jerusalem-Frage), alemán, Uri Avnery y Azmi Bischara en conversación con 11 personalidades israelíes y palestinenses, Palmyra Verlag, ISBN 3-930378-07-8.
- 2003: Una vida por la paz (Ein Leben für den Frieden), Textos sobre Israel y Palestina, alemán, 298 p., Palmyra Verlag, ISBN 3-930378-50-7.
- 2006: Desde Gaza hacia Beirut. Diario Israelí, (Von Gaza nach Beirut. Israelisches Tagebuch), alemán, Kitab Verlag, Klagenfurt-Viena 2006, ISBN 978-3-902005-95-3.